# جوآن راگگاردن
جوآن راگگاردن (انگلیسی: Joan Roughgarden; ۱۳ مارس ۱۹۴۶ – ) دانشمند در زمینه بوم‌شناسی و زیست‌شناسی فرگشتی اهل ایالات متحده آمریکا بود.
وی همچنین برندهٔ جوایزی همچون کمک‌هزینه گوگنهایم شده‌است.